# Turbonilla beali
Turbonilla beali is een slakkensoort uit de familie van de Pyramidellidae. De wetenschappelijke naam van de soort is voor het eerst geldig gepubliceerd in 1936 door Jordan.